# Мирски замак
Мирски замак или Мирски дворац (белоруски: Мі́рскі за́мак), је место Унескове светске баштине у Белорусији које се налази близу места Мир у дистрикту Карељичи у Хродној области на 53° 27′ 4.46″ N 26° 28′ 22.80″ E / 53.4512389° С; 26.4730000° И, 29 km северозападно од другог места светске баштине, Дворца Нјасвижи.
Изградња замка почела је крајем 15. века у готичком стилу. Изградњу замка наставио је војвода Иљинич у раном 16. веку у близини села Мир у некадашњој Минској губернији). Око 1568. Мирски замак је прешао у руке литванског војводе Радзвиле, који је завршио изградњу замка у ренесансном стилу. Троспратна палата је саграђена дуж источних и северних зидина замка. Малтерисана фасада је украшена каменим порталима, плочицама, балконима и тремовима.
Пошто је био напуштен готово читаво столеће и претрпео тешка оштећења у време Наполеона, замак је обновљен у 19. веку. После смрти Доминика Радзивила, 1813, замак је прешао у руке његове кћерке Стефаније, која се удала за принца Лудвига од Саин-Витегштајн-Берлебурга. Дворац је касније припао њиховој кћерки Марији, која се удала за принца Хлодвига Хоенлохе-Шилингфурста. Њихов син, Морис Хоенлохе-Шилингфурст продао је 1895. замак Николају Свјатополк-Мирском из Бјалиње. Николајев син Михаил почео је обнову замка према плановима архитекте Теодора Буржеа. Породица Вјатополк-Мирски је била власник дворца до 1939. 
За време Другог светског рата, немачке окупационе снаге су га користиле као гето за локално јеврејско становништво пре ликвидације. 